# Szevrej járás
Szevrej járás (mongol nyelven: Сэврэй сум) Mongólia Dél-Góbi tartományának egyik járása. Területe 8100 km². Népessége 2191 fő (2009), 2026 fő (2020)